# Gioia (singolo)
Gioia è un singolo dei Modà, il secondo estratto dal quinto album in studio Gioia, pubblicato il 12 aprile 2013.

## Descrizione
Il brano, come Se si potesse non morire, è stato inserito nella colonna sonora del film del 2013 Bianca come il latte, rossa come il sangue.

## Video musicale
Il video ufficiale è stato prodotto da Run Multimedia con la regia di Gaetano Morbioli. Vede alternarsi scene dei Modà che camminano sulla spiaggia di Rimini ad alcune riprese del gruppo durante un concerto.

## Classifiche
| Classifica (2013)         | Posizione massima |
| ------------------------- | ----------------- |
| Italia                    | 31                |
| Italia (airplay)          | 11                |
| Italia (airplay italiana) | 4                 |